# Loricariichthys acutus
Loricariichthys acutus es una especie de peces de la familia Loricariidae en el orden de los Siluriformes.

## Morfología
Los machos pueden llegar alcanzar los 20 cm de longitud total.

## Distribución geográfica
Se encuentran en Sudamérica, en a cuenca de río Amazonas en Brasil y Perú.